# Turó de la Bandera (Montmeló)
El Turó de la Bandera és una muntanya de 117 metres que es troba al municipi de Montmeló, a la comarca del Vallès Oriental.